# Phare des îles Five Finger
Le phare des îles Five Finger est un phare situé sur une petite île entre le Passage Stephens et le Passage Frederick dans l'Alaska du Sud-Est. Lui, et le phare de l'île Sentinel ont été les premiers phares mis en service en Alaska, en 1902.

## Histoire
En 1901 un contrat a été accepté pour la construction d'un phare à l'extrémité sud des îles Five Finger. Construit en 1902, il se présente comme un bâtiment rectangulaire, avec une tour contenant la lanterne de Fresnel à son extrémité supérieure. La première construction a brûlé en décembre 1933. La construction actuelle date de 1935, elle est en style Art déco. Le système a été automatisé en 1984.
En 2004 le phare a été inscrit au National Register of Historic Places. Il est actuellement opérationnel pour l'aide à la navigation.

## Sources
- (en) USCG

- (en) Cet article est partiellement ou en totalité issu de l’article de Wikipédia en anglais intitulé « Five Finger Islands Light » (voir la liste des auteurs).